# Władcy marionetek
Władcy marionetek (tyt. oryg. The Puppet Masters) – powieść fantastycznonaukowa amerykańskiego pisarza Roberta A. Heinleina. Wydana w 1951 r.; polską edycję, w tłumaczeniu Anity Zuchory, wydała oficyna Phantom Press International w 1991 r.
Klasyczna powieść science fiction o inwazji Obcych na Ziemię, którzy opanowują umysły ludzi. Walczy z nimi dzielna grupa amerykańskich agentów. Książkę odbierano jako alegorię na temat możliwej agresji ZSRR na USA.
Na podstawie powieści zrealizowano film  o tym samym tytule. Kilkakrotnie nakręcano także filmy w jakimś stopniu inspirowane powieścią, jak np. The Brain Eaters w 1958 r., czy jeden z odcinków Star Trek.